# Palazzo dei Ministeri
Il palazzo dei Ministeri, noto anche come palazzo dell'Intendenza di Finanza, è un edificio dalle forme neoclassiche, situato sul lato nord di piazzale della Pace a Parma, con accesso principale su strada Giuseppe Garibaldi 20-24; costituisce la sede della stazione di Parma Centro, del NAC e del NAS dell'Arma dei Carabinieri.

## Storia
Sul luogo del palazzo sorgevano nel XVIII secolo alcuni edifici privati adiacenti al palazzo della Pilotta, successivamente acquistati dalla Camera Ducale.
Nel 1760 il primo ministro Guillaume du Tillot decise la completa ristrutturazione dei primi due palazzi posti a sud, allo scopo di unificarli e adibirli a sede centrale degli uffici dello Stato, con annessa residenza di rappresentanza del primo ministro ducale; il progetto fu assegnato all'architetto di corte Ennemond Alexandre Petitot, mentre i lavori furono affidati a maestranze fornite dalla corte; la risistemazione degli ingressi e delle finestre delle facciate fu effettuata nel 1763 dal capomastro Giovanni Ferrari, mentre la decorazione a stucco del portale d'accesso e della galleria dell'appartamento ministeriale fu eseguita nel 1764 dall'incisore di corte Benigno Bossi.
Tra il 1768 e il 1769 l'antica dimora del balivo di Rohan e il soppresso convento dei Domenicani a nord furono anch'essi inglobati nel palazzo, uniformando le facciate e realizzando un secondo portale, identico al primo, aperto sull'odierna strada Giuseppe Garibaldi.
Negli anni successivi gli interni dell'edificio furono decorati a più riprese, anche in seguito alla cacciata del du Tillot nel 1771; il palazzo mantenne infatti le originarie funzioni di residenza del primo ministro fino al 1808, quando fu adibito a sede dei prefetti napoleonici; dopo la Restaurazione, la duchessa Maria Luigia destinò il fabbricato a sede dei ministeri dell'Interno e delle Finanze, della Camera dei conti e della Tesoreria di Stato.
In seguito all'Unità d'Italia, l'edificio passò al Demanio regio e nel 1906 divenne sede dell'Intendenza di finanza; in quegli anni alcuni ambienti interni, tra cui lo scalone di rappresentanza, furono parzialmente rimaneggiati.
Nel 1977 il palazzo fu riconosciuto bene culturale dal Ministero per i beni culturali e ambientali.
Nel 2009 il Governo deliberò di ristrutturare l'edificio allo scopo di adibirlo a sede del comando provinciale dell'Arma dei Carabinieri, che vi si trasferì circa due anni dopo, al termine dei lavori.

## Descrizione

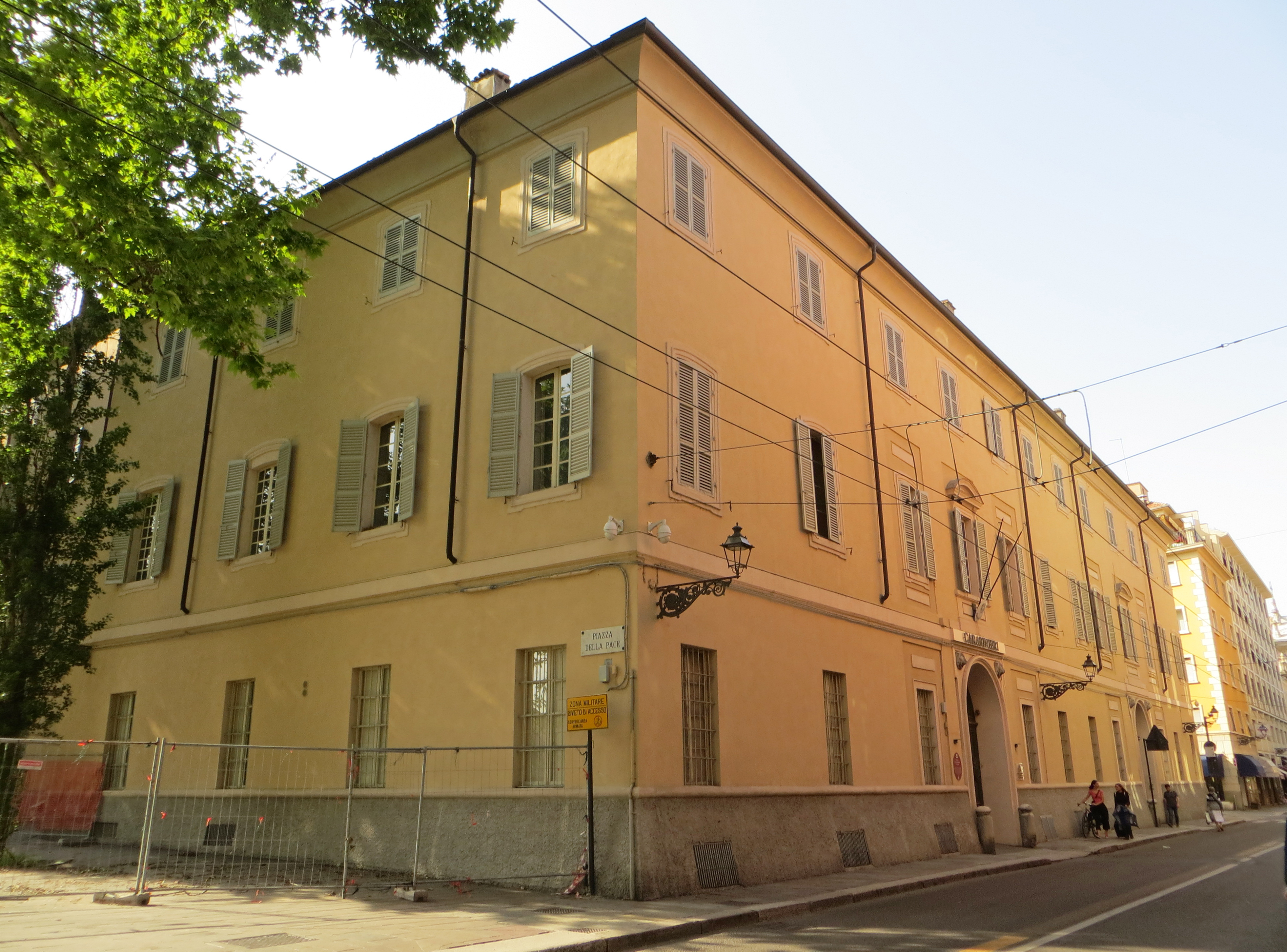
Facciata e lato sud

L'ampio palazzo si sviluppa attorno a più corti interne su un'articolata pianta, frutto dell'accorpamento di quattro edifici preesistenti; la struttura si allunga tra il piazzale della Pace a sud, strada Giuseppe Garibaldi a est e via Giambattista Bodoni a nord-est, ove si collega col palazzo della Pilotta.
La simmetrica facciata principale, interamente intonacata come il resto del fabbricato, si eleva su tre piani fuori terra; alla base si allunga uno zoccolo a scarpa; i due ampi portali d'ingresso ad arco a tutto sesto, delimitati da cornici modanate, sono affiancati da colonnotti in marmo, ivi ricollocati dopo la distruzione nel 1859 dell'Ara dell'Amicizia del Petitot, eretta nella centralissima piazza Grande nel 1769; in sommità, ai lati di ciascun portone, sono collocati due altorilievi raffiguranti i Ceffi di Leone, realizzati nel 1764 da Benigno Bossi su disegno del Petitot; le due finestre poste accanto a ciascun portale si distinguono dalle altre del livello terreno per la presenza di cornici e specchiature superiori.
Il piano nobile è scandito da quello inferiore da una fascia marcapiano; le due aperture poste in corrispondenza dei portali sono inquadrate da specchiature e cornici e sormontate da frontoni circolari in aggetto; le quattro finestre ad arco ribassato adiacenti, anch'esse delimitate da specchiature e cornici, sono ornate inferiormente e superiormente con specchiature rettangolari; tutte le altre aperture ad arco ribassato sono inquadrate da cornici.
Il livello superiore presenta finestre ad arco ribassato dimensionalmente più ridotte, inquadrate da cornici analoghe a quelle del piano nobile. A coronamento si allunga infine un cornicione modanato in forte aggetto.

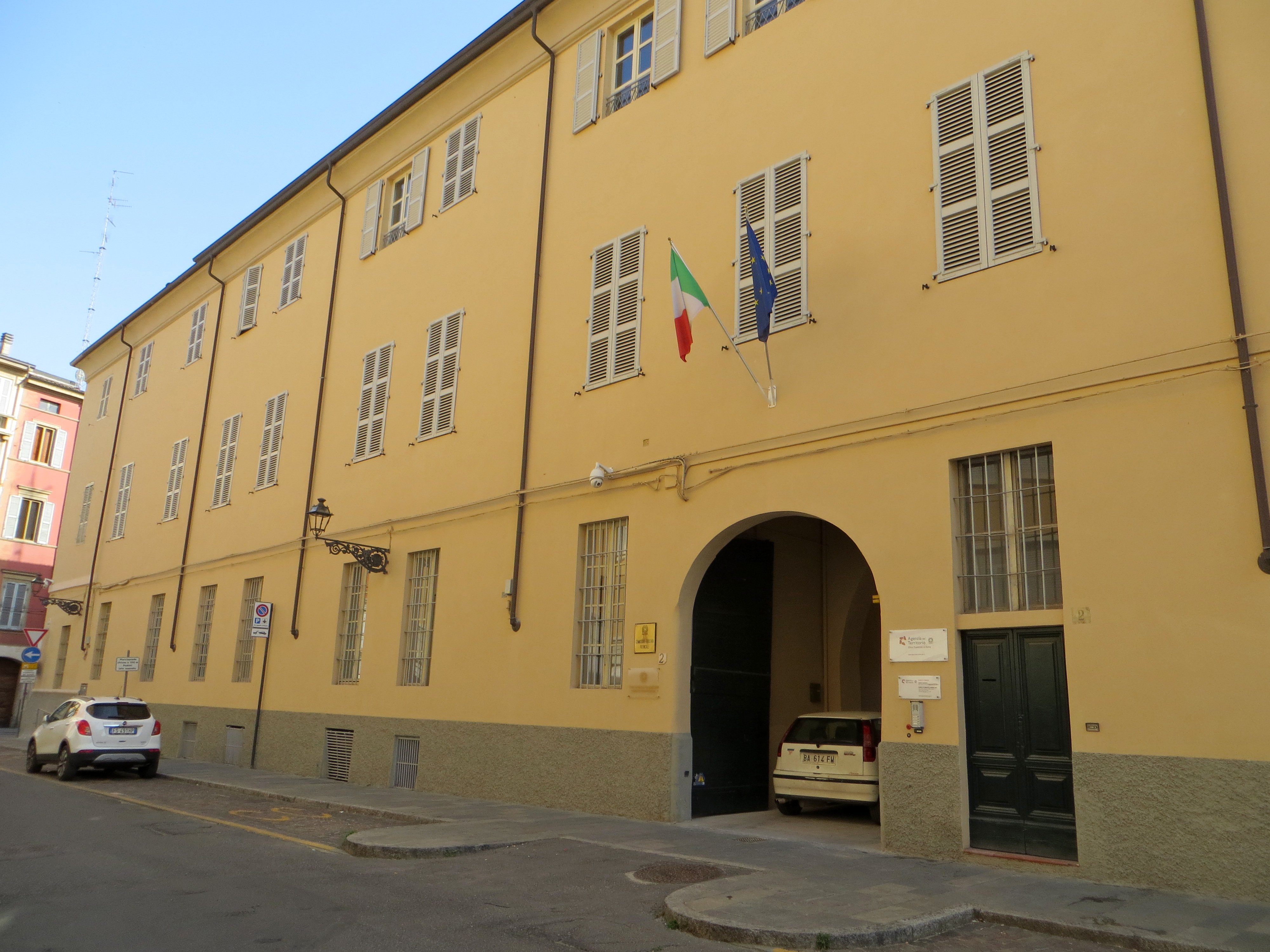
Lato nord-est

La facciata sud presenta le stesse caratteristiche di quella principale. Più spoglio risulta invece il lungo prospetto nord-est, ove si apre il terzo portale d'ingresso ad arco a tutto sesto.
All'interno lo scalone di rappresentanza, modificato agli inizi del XX secolo, conduce all'antico appartamento del primo ministro. La galleria d'ingresso, decorata intorno al 1764 con stucchi da Benigno Bossi su disegno del Petitot, ospita una serie di busti raffiguranti imperatori romani; da essa si accede a una seconda galleria e a varie sale, tutte riccamente ornate con stucchi, camini e boiserie; di particolare pregio risulta un ambiente coperto sulle pareti da affreschi eseguiti ai primi del XIX secolo, raffiguranti un finto loggiato affacciato su antichi paesaggi. Il salone accoglie cinque soprapporte dipinte tra il 1768 e il 1769 da Antonio Bresciani, rappresentanti le scene di una favola di Jean de La Fontaine; dello stesso autore sono anche due statue a chiaroscuro di Marte e Minerva, eseguite nel 1787.
Le sale accolgono numerosi antichi arredi, tra cui trumeau settecenteschi e ottocenteschi, pendole e divani, oltre ad alcune opere della Galleria Nazionale di Parma.